# Streptopelia decipiens
Streptopelia decipiens là một loài chim trong họ Columbidae.